# Solaris Urbino 8,9 LE
Solaris Alpino 8,9 LE – niskowejściowy autobus klasy midi dla komunikacji międzymiastowej, stanowiący odmianę autobusu niskopodłogowego Solaris Alpino. Jest produkowany od 2008 roku przez polską firmę Solaris Bus & Coach S.A. z Bolechowa koło Poznania.

## Historia modelu
"Solaris Alpino 8,9 LE" został wprowadzony do produkcji wiosną 2008 roku. Powstał głównie z myślą o krajach alpejskich i skandynawskich. Pierwszym odbiorcą, który przyczynił się do jego powstania składając zamówienie na trzy typy autobusów niskowejściowych, jest jedna z firm w  Austrii. Pierwsze informacje o nim ukazały się podczas targów AUTOTEC 2008 w Brnie w czerwcu 2008 roku, czyli po wykonaniu dostawy do Austrii. Oficjalnie zadebiutował podczas Targów IAA Nutzfahrzeuge 2008 w Hanowerze, które odbyły się w dniach 25 września – 2 października 2008, zaś w Polsce na wystawie Transexpo w Kielcach w październiku 2008 roku.

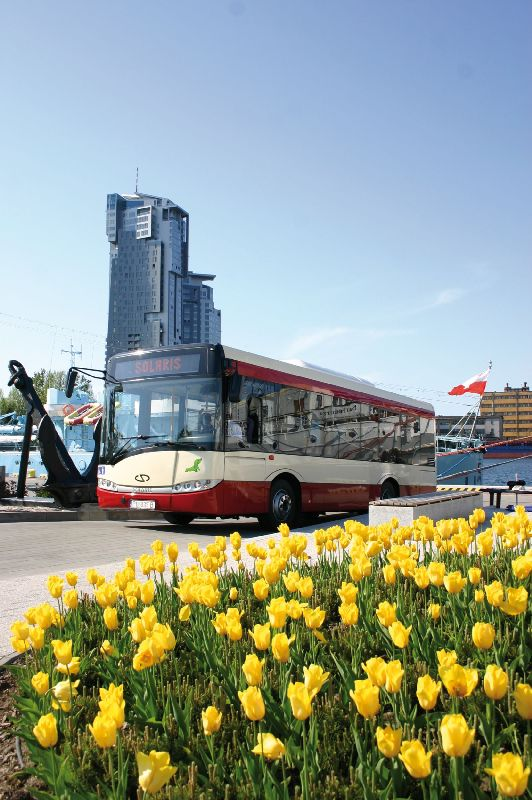
Solaris Alpino 8,9 LE

"Solaris Urbino 8,9 LE" jest wydłużoną o ponad 30 cm odmianą niskowejściową niskopodłogowego Solaris Alpino. Ma zwiększony rozstaw osi i wydłużony zwis tylny, co spowodowało wzrost masy własnej. Podobnie jak model bazowy powiązany jest konstrukcyjnie z autobusami serii Solaris Urbino trzeciej generacji. Wyposażono go w zamontowany centralnie z tyłu układ napędowy składający się z silników Cummins ISBe4 250B i Cummins ISB6.7E5 250B oraz Cummins ISB6.7E6 250B o mocy 250 KM oraz automatycznej skrzyni biegów Voith D854.5 i Voith D854.6 Opcjonalnie może być zamontowana 6-biegowa skrzynia automatyczna ZF Ecolife 6AP1200B Silniki te standardowo spełniają normę Euro 4 i Euro 5 oraz Euro 6 w technologii SCR, wymaga więc płynu AdBlue. Z przodu zamontowane może być zawieszenie niezależne Voith IFS lub zamiennie ZF RL 75 EC. Z tyłu zastosowano standardowy most napędowy ArvinMeritor RS 24 na podwójnym ogumieniu. Zmniejszenie szerokości o 15 cm w porównaniu z rodziną Urbino oraz chęć zachowania odpowiedniej wysokości wnętrza w tylnej części autobusu bez nadmiernego zwiększania wysokości całego autobusu spowodowało konieczność zastosowania tylnego ogumienia o zmniejszonych rozmiarach. By zapewnić szerokie przejście, z jednej strony zamiast podwójnych siedzeń nad osią tylną zastosowano siedzenia typu 1 + 1/2. W kabinie kierowcy standardowo montowana jest deska rozdzielcza konstrukcji firmy Solaris, opcjonalne może to być deska rozdzielcza Siemens VDO lub Actia Multibus.
Szkielet nadwozia wykonano ze stali nierdzewnej, zaś poszycie ścian bocznych ze stali nierdzewnej i paneli aluminiowych. Dach oraz ściany przednią i tylną wykonano z tworzywa sztucznego.
Początkowo w "Solarisie Urbino 8,9 LE" standardowo stosowany był silnik spełniający normę emisji spalin Euro 4 Obecnie może być zastosowany silnik Cummins ISB6.7E5 250B lub Cummins ISB6.7E6 250B w wersji spełniającej normy Euro 5 i Euro 6 (ten sam typ, tylko wyposażony w dodatkowe filtry) lub EEV. Może również być zamontowany silnik zasilany gazem CNG.
Aby odciążyć tylną oś zbiornik paliwa o pojemności 165 dm³ umieszczono za przednimi drzwiami, zaś zbiornik na płyn AdBlue o pojemności 40 dm³ znajduje się pomiędzy przednim nadkolem a drzwiami środkowymi. Dzięki zastosowaniu takich rozwiązań jak układ centralnego smarowania Kogel KFBS1 z autodiagnozą czy bezobsługowe łożyska w układzie napędowym i kierowniczym, ograniczono czasochłonność i koszty obsługi serwisowej.
W 2011 roku zadebiutował pierwszy prototyp autobusu elektrycznego Solaris Urbino 8,9 LE electric, który powstał przez znaczne przekonstruowanie modelu Solaris Alpino 8,9 LE.